# Polymerus froeschneri
Polymerus froeschneri är en insektsart som beskrevs av Knight 1923. Polymerus froeschneri ingår i släktet Polymerus och familjen ängsskinnbaggar. Inga underarter finns listade i Catalogue of Life.